# Tombeau de Baudelaire
Ne doit pas être confondu avec Cénotaphe de Baudelaire.

Le Tombeau de Baudelaire est un texte critique publié par Pierre Jean Jouve, d'abord aux Éditions de la Baconnière en 1942, puis, après une complète réécriture, aux Éditions du Seuil en 1958.

## Historique du texte
- En 1942, Jouve publie un important essai sur Baudelaire, sous le titre Tombeau de Baudelaire.
- Il le réédite l'année suivante sous le titre Défense et illustration en l'accompagnant d'autres études sur des écrivains (Nerval, Rimbaud) et des artistes (Courbet, Delacroix) qui « défendent et illustrent » la grande culture française alors menacée par l'Occupation allemande et la Collaboration vichyssoise.
- En 1946, Jouve donne une nouvelle version, abrégée de Défense et Illustration, où son étude sur Baudelaire est conservée.
- En 1958, il réédite sous le titre Tombeau de Baudelaire une nouvelle version de Défense et Illustration où son étude sur Baudelaire est complètement réécrite.

## Sommaire deDéfense et Illustrationde 1943
- « Vivre libre ou mourir »
- « Tombeau de Baudelaire »
- « Delacroix »
- « Le Quartier de Meryon »
- « Origine de notre poésie » 
  - « Gérard de Nerval »
  - « Jean Arthur Rimbaud »
  - « Stéphane Mallarmé »
- « Images du XIIIe »
- « Chants de la Liberté »
- « Un Tableau de Courbet »

## Sommaire duTombeau de Baudelairede 1958
- « Tombeau de Baudelaire », « réécrit entièrement », écrit Jouve dans une « Notice bibliographique » datée de 1957. 
  - « Spiritualité et Esprit du Mal »
  - « Les Masques »
  - « La Douleur »
  - « Achèvements »
- « Delacroix »
- « Le Quartier de Meryon »
- « Un Tableau de Courbet »